# Dellia roseomaculata
Dellia roseomaculata är en insektsart som beskrevs av Perez-gelabert och D. Otte 1999. Dellia roseomaculata ingår i släktet Dellia och familjen gräshoppor. Inga underarter finns listade i Catalogue of Life.